# Рычковка
Рычковка — село в Переволоцком районе Оренбургской области в составе сельского поселения  Родничнодольский сельсовет.

## География
Находится на правом берегу реки Урал на расстоянии примерно 26 километров по прямой на юго-восток от районного центра поселка Переволоцкий.

## История
Село основано в 1746 году на земле, отведенной академику Петру Рычкову. Альтернативное название Токмаковка. 

## Население
Население составляло 307 человек в 2002 году (43% русские, 51% татары),  262 по переписи 2010 года.